# 1015年
| 千纪： | 2千纪 |
| 世纪： | 10世纪 \| 11世纪 \| 12世纪                                                                                 |
| 年代： | 980年代 \| 990年代 \| 1000年代 \| 1010年代 \| 1020年代 \| 1030年代 \| 1040年代                             |
| 年份： | 1010年 \| 1011年 \| 1012年 \| 1013年 \| 1014年 \| 1015年 \| 1016年 \| 1017年 \| 1018年 \| 1019年 \| 1020年 |
| 纪年： | 乙卯年（兔年）；契丹開泰四年；北宋大中祥符八年；大理明启六年；越南順天六年；日本長和四年                   |

## 大事记
- 宋真宗詔第二十四代天師張正隨上京，賜號真靜先生，於龍虎山建授籙院。
- 7月15日——基輔羅斯弗拉基米爾一世·斯維亞托斯拉維奇逝世，四個兒子開始流血鬥爭。
- 羅斯托夫大公伯里斯·弗拉基米羅維奇被堂兄惡棍斯維亞托波爾克暗殺。

## 出生
- 遼興宗耶律宗真（1015年－1054年，49岁），遼國第七位皇帝
- 劉羲叟（1015年－1060年，45岁），精算術，兼通《大衍》諸歷。修唐史，專修《律歷》、《天文》、《五行志》。
- 米海爾五世（1015年－1042年，27岁），拜占庭皇帝。

## 逝世
- 7月15日——弗拉基米爾一世·斯維亞托斯拉維奇，基輔羅斯大公。